# Pesem Evrovizije 1956
Pesem Evrovizije 1956 je bila sploh prva evrovizijska prireditev in je potekala v švicarskem mestu Lugano. Prireditev so ljudje spremljali zlasti po radiu, saj je le malo evropskega prebivalstva posedovalo televizor. Vsaka država se je predstavila s po dvema pesmima.
Avstrija, Danska in Združeno kraljestvo so bili že pred prireditvijo diskvalificirani, ker so zamudili prijavni rok.
Vsaka izmed držav je v Lugano poslala tudi dvočlansko žirijo, ki je ocenjevala pesmi; le Luksemburg je prepustil tudi svoje ocenjevanje švicarski žiriji. Žirije so ocenjevale tudi pesmi držav, iz katerih so prihajale. Posamezne ocene žirij niso bile nikoli objavljene, javno so objavili le zmagovalno pesem.
Ni znano, da bi se do danes ohranil televizijski posnetek celotne prireditve.

## Nastopajoči
| Država (jezik)                                       | Izvajalec              | Pesem                           | Uvrstitev | Točke |
| ---------------------------------------------------- | ---------------------- | ------------------------------- | --------- | ----- |
| Nizozemska (nizozemščina)                            | Jetty Paerl            | De Vogels Van Holland           | ?         | -     |
| Švica (nemščina)                                     | Lys Assia              | Das Alte Karussell              | ?         | -     |
| Belgija (francoščina)                                | Fud Leclerc            | Messieurs Les Noyés De La Seine | ?         | -     |
| Nemčija (nemščina)                                   | Walter Andreas Schwarz | Im Wartesaal Zum Großen Glück   | ?         | -     |
| Francija (francoščina)                               | Mathé Altéry           | Le Temps Perdu                  | ?         | -     |
| Luksemburg (francoščina)                             | Michèle Arnaud         | Ne Crois Pas                    | ?         | -     |
| Italija (italijanščina)                              | Franca Raimondi        | Aprite Le Finestre              | ?         | -     |
| Nizozemska (nizozemščina)                            | Corry Brokken          | Voorgoed Voorbij                | ?         | -     |
| Švica (francoščina)                                  | Lys Assia              | Refrain                         | 1         | -     |
| Belgium (francoščina)                                | Mony Marc              | Le Plus Beau Jour De Ma Vie     | ?         | -     |
| Nemčija (nemščina)                                   | Freddy Quinn           | So Geht Das Jede Nacht          | ?         | -     |
| Francija (francoščina)                               | Dany Dauberson         | Il Est Là                       | ?         | -     |
| Luksemburg (francoščina)                             | Michèle Arnaud         | Les Amants De Minuit            | ?         | -     |
| Italija (italijanščina)                              | Tonina Torrielli       | Amami Se Vuoi                   | ?         | -     |
| Zaporedje v preglednici je enako zaporedju nastopov. |                        |                                 |           |       |

## Zemljevid
- Zelena = Države udeleženke.